# Yeşilyurt, Halkapınar
Yeşilyurt là một xã thuộc huyện Halkapınar, tỉnh Konya, Thổ Nhĩ Kỳ. Dân số thời điểm năm 2011 là 114 người.